# Столупино
Столупино — деревня в Шекснинском районе Вологодской области.
Входит в состав сельского поселения Железнодорожного, с точки зрения административно-территориального деления — в Железнодорожный сельсовет.
Расстояние по автодороге до районного центра Шексны — 28 км, до центра муниципального образования Пачи — 8 км. Ближайшие населённые пункты — Покровское, Осташково, Бирючево.
По данным переписи в 2002 году постоянного населения не было.